# Ацо VI д’Есте
Вижте пояснителната страница за други личности с името Ацо д’Есте.
Ацо VI д’Есте (на италиански: Azzo VI d'Este), нар. и Арко или Ацолино (Arco o Azzolino; * ок. 1170, Ферара, † ноември 1212, Верона), е италиански благородник и кондотиер, маркиз на Ферара (1209 – 1212), граф на Ровиго (1194), подест на Ферара (1196, 1205 и 1208 г.), на Падуа (1199), на Верона (1206/1207) и на Мантуа (1207/1208 и 1210/1211).

## Произход
Той е син на Ацо V д’Есте (* 1125 или ок. 1130, † ок. 1190 или 1193), управител на Ферара, и на съпругата му с неизвестно име или Маркезела Аделарди (* ок. 1177/1178, † 1786/1187). Негови дядо и баба по бащина линия са Обицо I д'Есте, маркиз на Есте, подест на Падуа, маркиз на Милано и на Генуа и господар на Ферара, и София да Лендинара, а по майчина – Аделардо II Аделарди ди Маркезела и съпругата му. Има една сестра:
- Аниезе, господарка на Басано като съпруга на Ецелино II да Романо

## Биография
Той не наследява баща си, който умира преждевременно около 1190 г. и през 1193 г., а дядо си Обицо I. Още през 1160 г. неговият род може официално да се похвали с титлата „маркиз на Ферара“.
Около 1186 г. е сгоден за Маркезела Аделарди, единствената наследница на рода Аделарди, но според някои източници брак не е сключен и тя умира преди брака.
През 1189 г. се жени за София Алдобрандини, от която има син. След това се жени за за София Савойска, от която има дъщеря. Сключва трети брак с Алис дьо Шатийон през 1204 г., от която има син и дъщеря.
През 1194 г. Ацо VI получава господството на сем. Есте и над Ровиго от император Хайнрих VI, който го прави граф. През 1196 г. е избран за подест на Ферара и е такъв и през 1205 и 1208 г. През 1199 г. е подест на Падуа, а през 1206/1207 г. – на Верона. През 1207/1208 и 1210/1211 г. е подест на Мантуа.
Есте избират страната на гвелфите и Ацо, противопоставяйки се на Салингуера Торели, който принадлежи към фракцията на гибелините, води кръвопролитна война, която започва през 1205 г. с обсадата на замъка на Фрата Полезине. Замъкът е превзет, но Салингуера моли за помощ Ецелино II да Романо и успява да изгони сем. Есте от Ферара, докато Ацо е във Верона. През 1208 г. Ацо VI успява да победи както Салингуера II Торели, така и Ецелино, и е признат за господар на двете републики Ферара и Верона, като също така получава инвеститурата от император Ото IV фон Брауншвайг. Следователно актът за избиране на главата на град Ферара от хората, който се предполага, че е станал през 1208 г., изглежда исторически фалшификат.
Когато Ото IV идва в Италия, той кара семействата Есте и Салингуера да се помирят. Малко след това Салингуера влизат в лигата на папа Инокентий III срещу императора, но на 10 май 1212 г. папата назначава Ацо VI за маркиз на Анконската марка.
През 1212 г. Ацо VI тръгва отново на война срещу Ецелино да Романо, за да подкрепи народа на Виченца, но е победен при Понталто близо до Виченца. Той намира убежище във Верона, където умира през ноември същата година на около 42 г. Погребан е в манастира „Вангадица“ в Бадия Полезине.

## Брак и потомство
Жени се три пъти:
∞ 1. 1189 за София Алдобрандини, от която има един син:
- Алдобрандино I д’Есте (* ок. 1190, † 1215), маркиз на Анкона (от 1212), ∞ за неизвестна жена, от която има 1 дъщеря

∞ 2. за София Савойска (* ок. 1167/1172, † 3 декември 1202), дъщеря на Хумберт III Савойски, от която има една дъщеря:
- Беатриче I д’Есте (* 1192, † 10 май 1226, Джемола), монахиня и игуменка

∞ 3. 22 февруари 1204 за Алис дьо Шатийон (* 1164, † 1235), дъщеря на Рено дьо Шатойон и господарка на Клиши льо Гарен, от която има син и дъщеря:
- Ацо VII д’Есте (* ок. 1205/1210, Ферара; † 16 февруари 1264, Пулия), господар на Ферара и на Есте от 1215 до 1222 и от 1240 до 1264 г., маркграф на Ферара, ∞ 1. 1221 за Джована от Пулия († 1233), от която има един син и три дъщери, 2. 1238 за Амабилия (Мабила) Палавичини, дъщеря на Гуидо Палавичини, от която няма деца.
- Констанца д'Есте (* ок. 1205/1210, † пр. 8 ноември 2016);